# IC 2223
IC 2223 је ознака објекта на координатама са ректансцензијом 8h 5m 46,0s и деклинацијом + 37° 27" 45'. Открио га је Стефан Жавел, 10. фебруара 1896. Каснијим посматрањима на том положају није уочен никакав астрономски објекат.